# Levene kyrka
Levene kyrka är en kyrkobyggnad som sedan 2018 tillhör Varabygdens församling (tidigare Levene församling) i Skara stift. Den ligger strax väster om tätorten Stora Levene i norra delen av Vara kommun.

## Kyrkobyggnaden
Enligt traditionen uppfördes kyrkan av Håkan Röde på 1000-talet, men mer troligt är att den tillkom på 1200-talet. Den romanska stenkyrkan har utökats i flera omgångar. Landshövding Johan Hindrikson Reyter, ägare av Levene gård, svarade på 1600-talet för den mest omfattande tillbyggnaden då långhuset förlängdes åt väster. Han lät även uppföra ett gravkor för sig och sin familj. Det revs emellertid 1887 och det enda som nu återstår är grunden och en porträttgravhäll. Vidare lät Reyter på 1640-talet uppföra det spånklädda trätornet i väster, som har en takryttare med spira. Dagens rundade kor uppfördes 1791.
Flera restaureringar har förändrat interiören. Ärland Noréen ville 1937 återskapa en barockkaraktär och då tillkom akantusslingor och en stor del av inredningen och färgsättningen.    

## Inventarier
- En äldre altaruppsats från 1676 och en predikstol från 1744 återinsattes vid 1937 års restaurering.
- Dopfunten i sandsten härstammar från tidig medeltid.
- Två liljestenar är uppställda i sakristian.

### Klockor
Storklockan, som var rätt gammal, skall ha en längre inskription som talar om att en spricka börjat komma under Ulrika Eleonoras tid, att den blivit mer påtaglig under Fredriks I:s tid men blivit omgjuten 1755 under Fredrik Adolfs tid i Skara av klockgjutaren och rådmannen Nils Billsten. Vidare nämns Mertha Stibb till Levene; baronen, majoren och riddaren Ulfsparre till Håkantorp; kyrkoherde Johan Wännergren; komminister Armand Todén; kyrkvärdarna Rafvel Ullberg på Applebacken och Sven Larson i Smedtofta.
Lillklockan är sannolikt från 1200-talet. Den har campanulaform och saknar inskrifter, men uppvisar fyra små inristade kors runt halsen.

### Orgel
Orgel som är placerad på läktaren i väster byggdes 1937 eller 1912 av Nordfors & Co, Lidköping och byggdes om 1971 av Smedmans Orgelbyggeri AB, Lidköping. Den stumma fasaden och pipmaterialet är från tillkomståret. Instrumentet har fjorton stämmor fördelade på två manualer och pedal. Orgeln är pneumatisk och har automatisk pedalväxling.
| Huvudverk I          | Svällverk II      | Pedal         | Koppel   |
| Rörflöjt 8´          | Gedackt 8´        | Subbas 16´    | I/P      |
| Principal 4'         | Rörflöjt 4'       | Rörflöjt 8'   | II/P     |
| Waldflöjt 2'         | Principal 2'      | Oktava 4'     | II/I     |
| Sesquialtera II chor | Nasat 1 1/3'      | Kvintadena 2' | I 4'/I   |
| Mixtur III chor      | Scharf II chor    |               | II 16'/I |
|                      | Crescendosvällare |               |          |

## Runsten
Vid en renovering 1927–1928 påträffades en runsten i två delar som var inmurade på var sin sida om ingången. Stenen är i dag åter sammanfogad och rest på kyrkogården. På stenens baksida finns ett ornamentalt kors. Stenen benämns som Vg 117 eller Levenestenen, och är Sveriges högsta runsten.

## Bilder

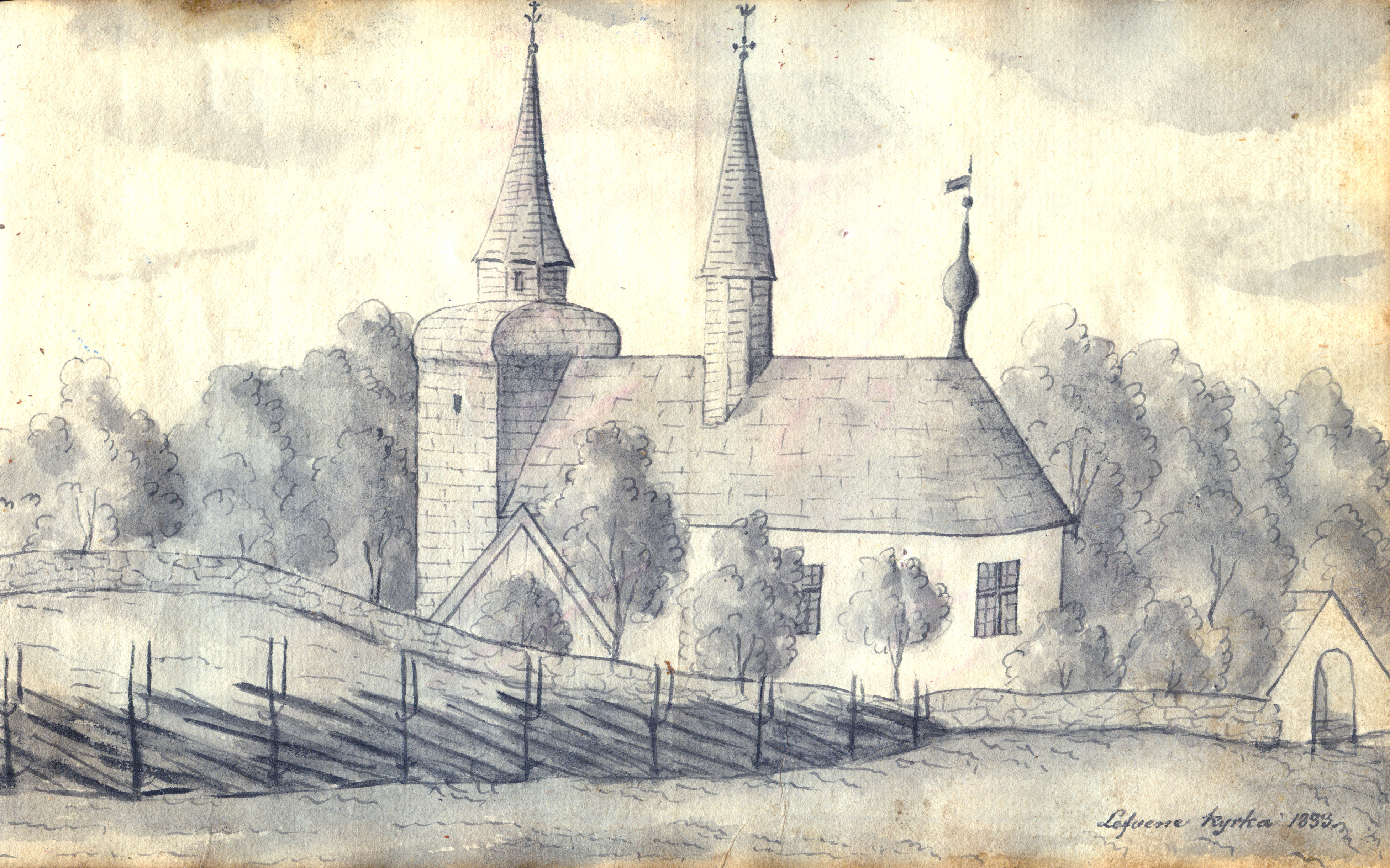
Kyrkan på teckning från 1833.
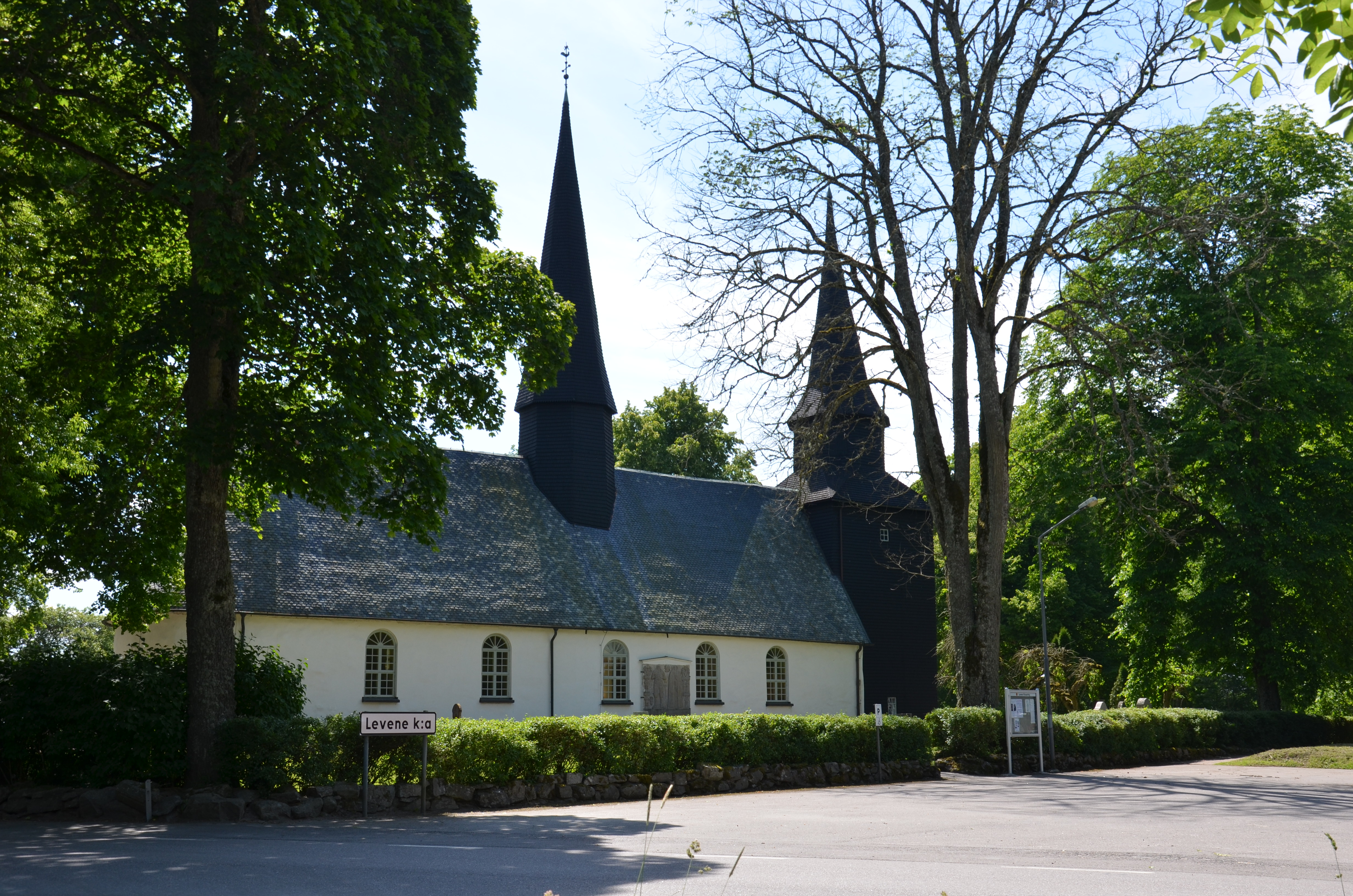
Exteriör.
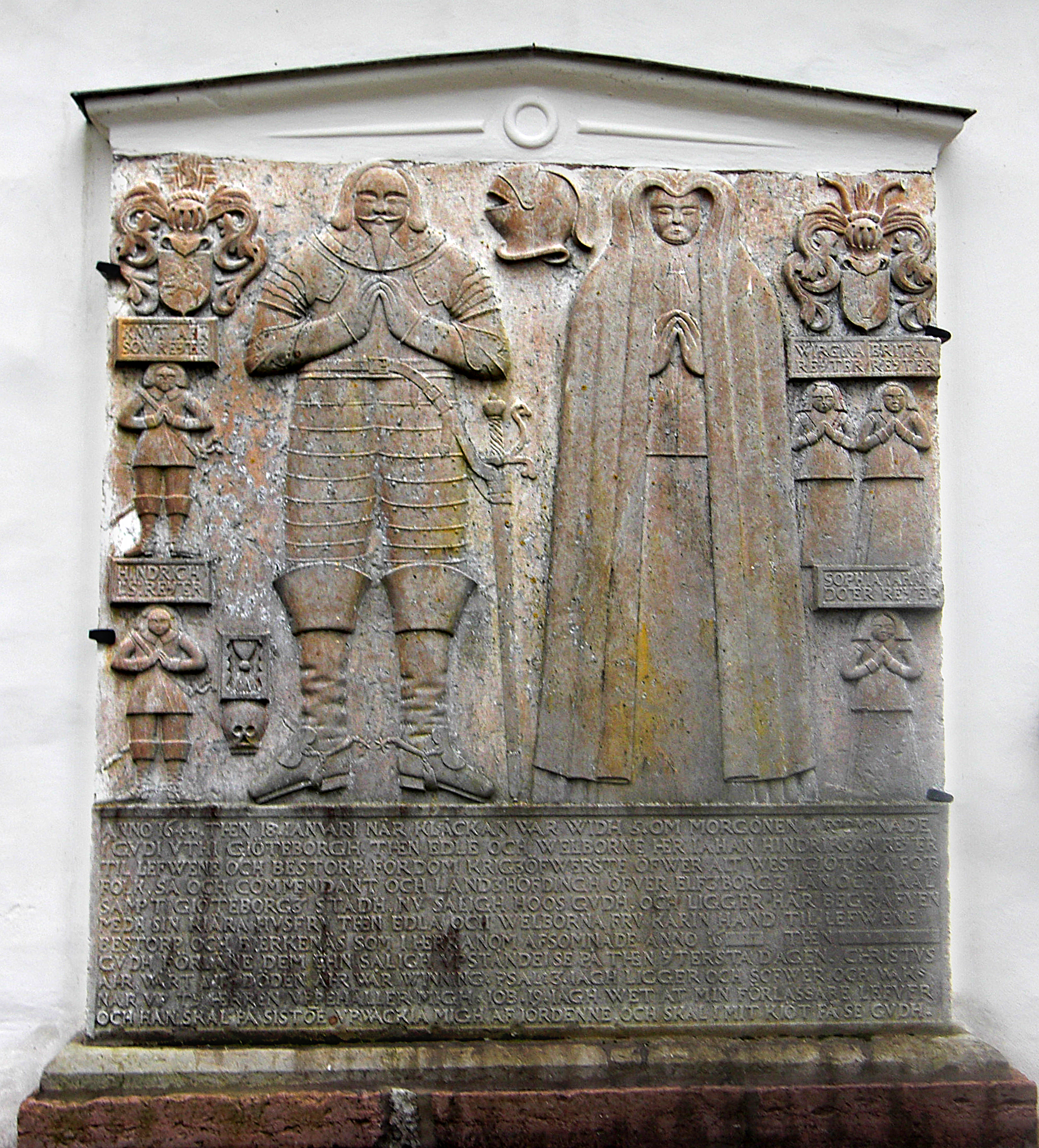
Johan Hindrikson Reyters gravhäll